# Серед
Серед (на словашки: Sereď) е град в югозападна Словакия, част от окръг Галанта на Търнавски край. Населението му е 15 726 души (по приблизителна оценка от декември 2017 г.).
Разположен е на 128 m надморска височина в Среднодунавската низина, на десния бряг на река Вах и на 47 km североизточно от столицата Братислава. Първото споменаване на селището е от 1313 година, като до построяването на железниците през XIX век то е важен търговски пункт на пътя, свързващ Буда и Прага. През 1918 година градът преминава от Унгария в новосъздадената Чехословакия, а през 1993 година – в самостоятелна Словакия.